# Кировский район (Екатеринбург)

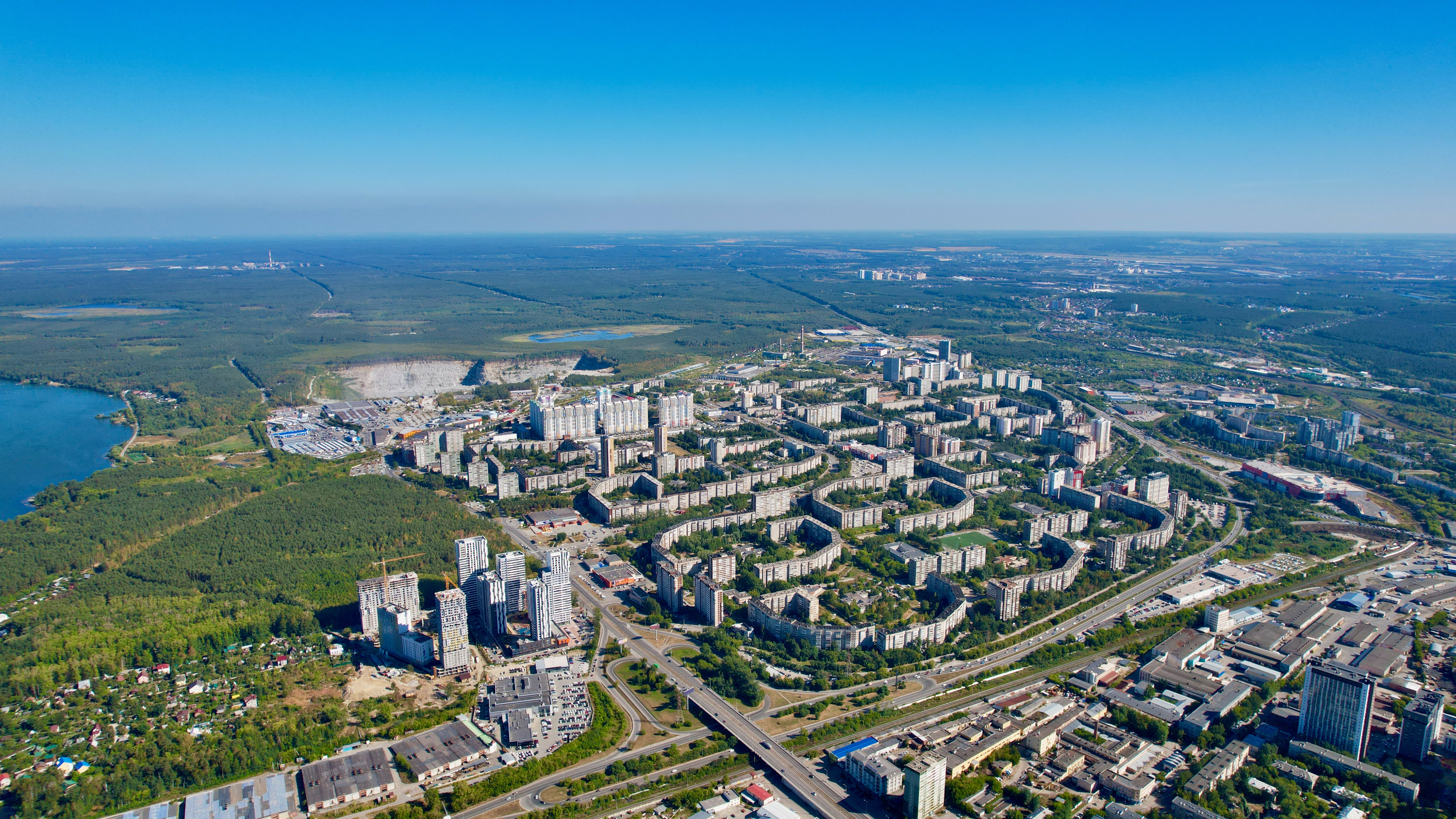
Жилой район Комсомольский

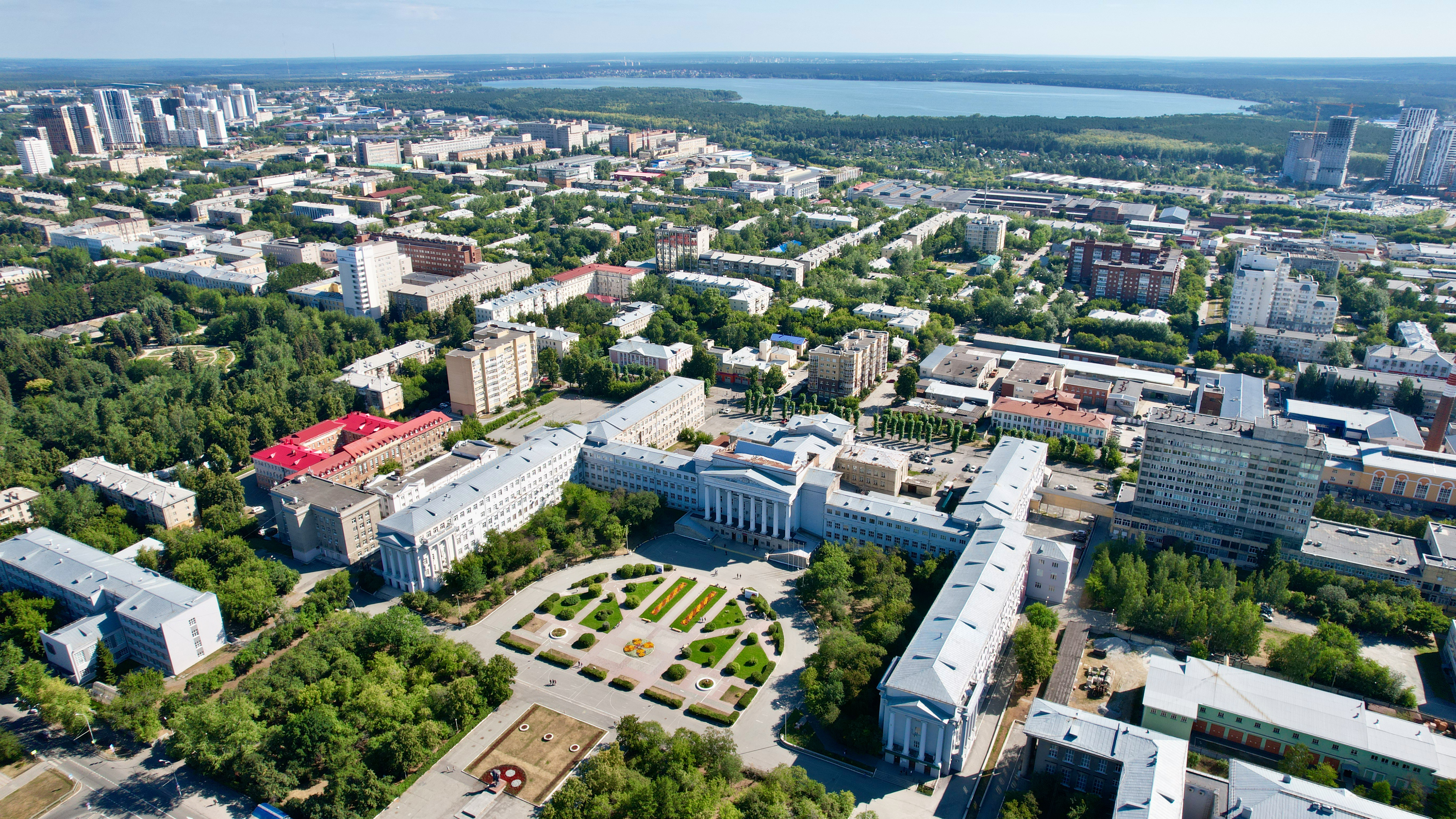
Главный корпус УГТУ (ныне УрФУ)

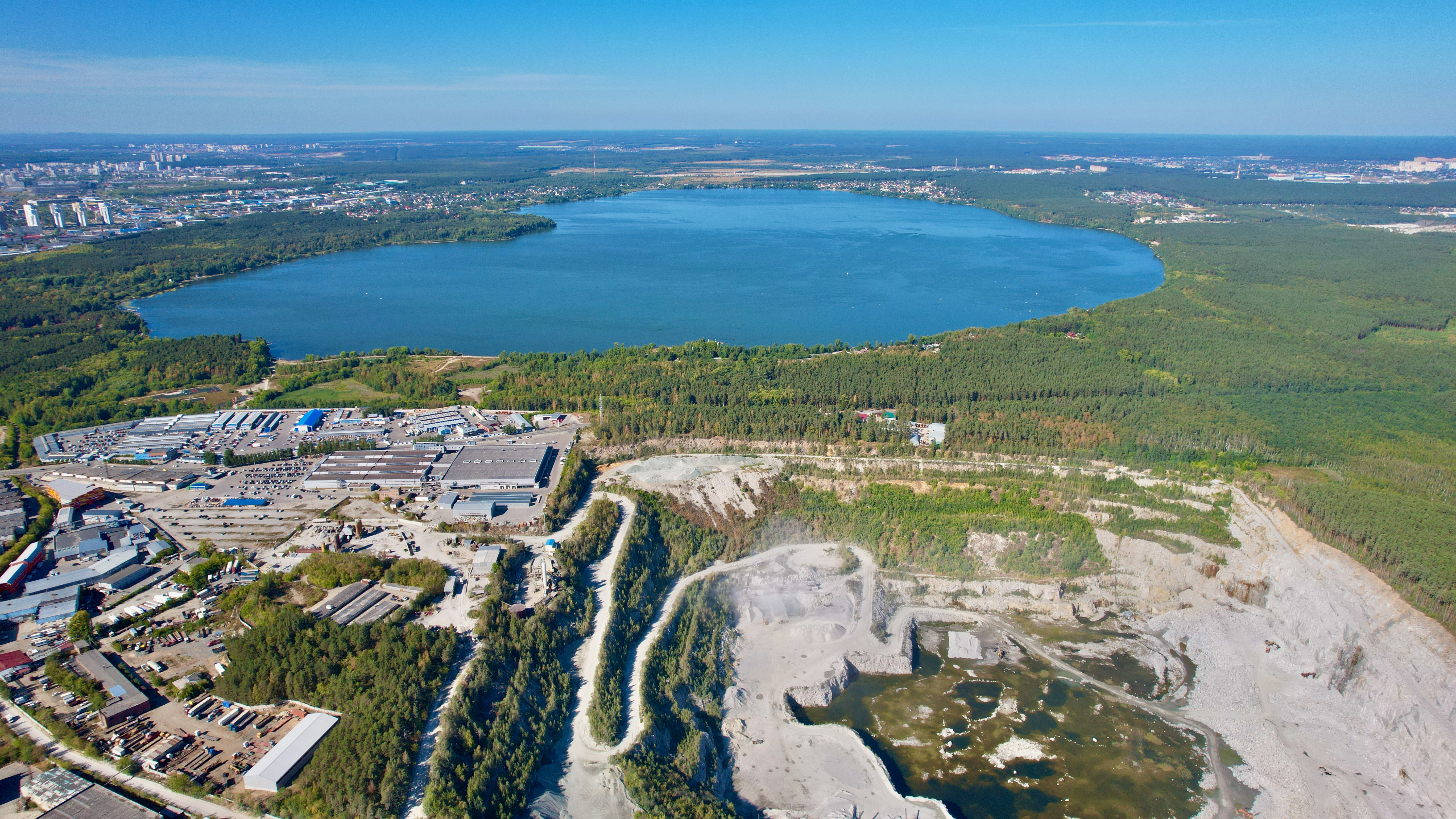
Кировский оптовый рынок, Шарташский гранитный карьер и озеро Шарташ

Ки́ровский райо́н — один из восьми внутригородских районов города Екатеринбурга. Назван в честь Сергея Мироновича Кирова.
Образован 26 июля 1943 года в связи с разукрупнением районов города Свердловска, необходимым из-за возросшей в годы войны численности населения. Кировский район был образован в восточной части города за счёт разукрупнения Сталинского района.
В районе размещаются крупнейшие образовательные и научные учреждения города. В Кировском районе находятся Уральский федеральный университет имени первого Президента России Б. Н. Ельцина, Гуманитарный университет, Уральский государственный архитектурно-художественный университет, Уральский государственный аграрный университет, Уральский государственный юридический университет, администрация Уральского отделения РАН, Институт математики и механики УрО РАН, Институт химии твёрдого тела УрО РАН, Институт физики металлов УрО РАН, Институт философии и права УрО РАН, Уральский институт Государственной противопожарной службы МЧС России др.

## География
Район располагается в восточной части Екатеринбурга. В него входят часть центрального района города, жилые микрорайоны: Втузгородок, Пионерский, Комсомольский, Шарташский, Изоплит, Калиновский.

### Улицы района
На начало 2010 года в районе 166 улиц общей протяжённостью 217 км, 5 транспортных развязок, 4 автодороги, 153 остановки общественного транспорта, 84 светофорных объекта. Пассажирские перевозки осуществляют 20 трамвайных, 6 троллейбусных и 19 автобусных маршрутов.

## Население
| 1943     | 1979     | 1989     | 2002     | 2009     | 2010     | 2012     |
| -------- | -------- | -------- | -------- | -------- | -------- | -------- |
| 50 000   | ↗183 890 | ↗234 461 | ↘212 587 | ↗219 199 | ↘211 271 | ↗217 495 |
| 2013     | 2014     | 2015     | 2016     | 2017     | 2018     | 2019     |
| ↗221 167 | ↗223 320 | ↗223 615 | ↗225 839 | ↘225 691 | ↗226 599 | ↗228 864 |
| 2021     |          |          |          |          |          |          |
| ↘220 749 |          |          |          |          |          |          |

## История
В апреле 1943 года Свердловский горисполком принял решение № 249 «Об организации трёх новых районов» в связи со значительным ростом промышленности в годы войны. Днём рождения Кировского района стало 25 июня 1943 года, когда был принят соответствующий Указ Президиума Верховного Совета РСФСР.
Решением исполкома Свердловского горсовета депутатов трудящихся № 513 «Об образовании в городе Свердловске Куйбышевского, Кировского и Чкаловского районов» от 28 июня 1943 года Кировский район был утверждён в следующих границах:
Границ Кировского района начинается от восточного пролёта путепровода на шоссе УЗТМ и идет вверх по течению р. Основинки до её истока. От истока р. Основинки — к полосе отчуждения северного промышленного хода, дальше по южной границе северного хода до примыкания к Ирбитской линии железной дороги. По западной границе полосы отчуждения Ирбитской линии, в обход вачежной фабрики с западной стороны до пересечения с городской чертой.

	По городской черте на юг до северной границы участка детского тубсанатория, по северной и западной границам этого участка до полосы отчуждения кольца железной дороги и по северной границе полосы отчуждения до существующего Ирбитского подхода и по нему до ст. Шарташ.

По границе полосы отчуждения ст. Шарташ с Втузгородком к восточной границе линии Шарташ-Свердловск-пас. До ул Малышева, пересекает ж. д. Шарташ-Свердловск до восточного пролёта путепровода (Ф.р-286, оп. 1, д.1026, л.8).
Первоначально территория района составляла 38 кв. км. В 1943 году на территории района располагались:
- 14 промышленных предприятий (численность работающих — 5 253 человека),
- Уральский филиал Академии наук СССР,
- научно-исследовательские институты: НИИ — 48, НИИ чёрных металлов, НИИ топливоиспользования,
- Уральский индустриальный институт,
- Свердловское областное музыкальное училище имени П. И. Чайковского,
- 3 техникума,
- 8 школ, в том числе Гимназия № 35, вошедшая в сотню лучших по России[19],
- 12 детских садов и яслей
- больница на 75 коек,
- 6 поликлиник и амбулаторий,
- 4 библиотеки,
- Свердловская государственная филармония,
- Свердловский государственный театр музыкальной комедии,
- Свердловский театр юного зрителя,
- 26 продовольственных и промтоварных магазинов,
- 24 столовых,
- одно кафе[17].

9 августа 1943 года — заседание первой сессии Кировского райсовета. Первый председателем Кировского райисполкома избран член ВКП(б) Семён Григорьевич Шамшурин (годы жизни: 1901—1948), который ранее занимал должность первого заместителя председателя исполкома Сталинского райсовета.
В годы войны на территории новообразованного Кировского района были восстановлены и начали работу предприятия, эвакуированные из других регионов СССР — всего 8 государственных предприятий союзного и республиканского значения и 4 предприятия местного значения. Среди них эвакуированные в 1941 году — Уральский электромеханический завод, НПО «Вектор», Уральский приборостроительный завод.
В 1957 году ещё строящийся завод железобетонных изделий им. Ленинского комсомола (в настоящее время «Бетфор») выпустил первую партию продукции. Развитие строительной промышленности продолжилось в 1960-е, когда в составе завода заработал цех ячеистого бетона, а также был присоединён завод крупнопанельного домостроения.
Главы администрации Кировского района (до 1992 — председатели райисполкома):
- Семён Григорьевич Шамшурин (1943 — ?)
- Смолин Борис Михайлович (-1990-)
- Соколов Владимир Валентинович (1990)
- Юрий Александрович Брусницын (1990 — декабрь 1993)
- Владимир Дмитриевич Гмызин (декабрь 1993 — август 2002)
- Николай Александрович Хальзов (август 2002 — март 2004)
- Воробьёв Вадим Леонидович (март 2004 — октябрь 2010)
- Лошаков Александр Юрьевич (с октября 2010 года)

## Экономика
Крупные предприятия, располагающиеся в Кировском районе:
- ФГУП «Вектор»
- ОАО «Уралобувь»
- ЕМУП «Екатеринбургский хлебокомбинат»
- ОАО Завод ЖБИ «Бетфор»
- ОАО «Уральский электронный завод»
- ФГУП «Уральский электромеханический завод»
- ОАО «Средуралмебель»
- ОАО «Свердловский молочный комбинат»
- «Медтехника»
- ЗАО «Уралкомпрессормаш»

Общественный транспорт представлен в Кировском районе автобусами (муниципальные и частные перевозчики), троллейбусами и трамваями. Строительство второй очереди метро, соединяющей Кировский район с центром города, планируется после окончания строительства первой ветки.

## Культура
В Кировском районе расположены Театр юного зрителя, Театр музыкальной комедии, Камерный театр, Филармония, кинозал Свердловского областного фильмофонда, кинотеатр «Премьер Зал Парк Хаус», кинотеатр «Континент Синема КомсоМолл», арт-галерея «Прожектор».
На территории Кировского района находятся Библиотека № 17 (
Библиотечный информационный центр «Кировский»), Детская библиотека № 18, Библиотека № 19 им. А. П. Чехова, Детская библиотека № 20, Библиотека № 21 «Очаг», филиал Свердловской областной библиотеки для детей и молодежи им. В. П. Крапивина, библиотеки высших учебных и научных заведений.

## Политическая жизнь

### 1940-е
Ещё до образования района в марте 1943 года бюро Свердловского Горкома ВКП(б) утвердило в марте 1943 г. оргкомитет по формированию районной партийной организации. Первая конференция новой организации состоялась 24-25 июля 1943 года. На ней был избран Кировский районный комитет в составе 23 человек.

### 1960-е
- Степура, Юрий Николаевич 1963—1968 гг.

XXVII конференция в 1968 г. освободила от должности первого секретаря Степуру Ю. Н. за то, что он скрыл своё пребывание в плену у немцев с 1941 по 1945 гг., работал в различных лагерях до освобождения Советской армией. Впоследствии оформил фальшивые документы об участии на фронтах и своей контузии, по которым получил правительственные награды за участие в боях. Причина — карьеристские устремления. Бюро областного комитета сняло его с работы и исключило из КПСС. Апелляцию Комитет партгосконтроля не удовлетворил. Первым секретарем избран Князев Г. Н.

### 2008
2 марта в Кировском районе одновременно состоялись выборы Президента РФ, выборы депутатов Палаты Представителей и Областной думы Законодательного собрания Свердловской области и выборы главы города Екатеринбурга.
В списки по выборам Президента РФ были внесены 165 068 избирателей. Приняло участие 96 996 человек, или 58,76 % от общего числа.
Результаты голосования по выборам Президента РФ по Кировскому району
- Медведев, Дмитрий Анатольевич — 66 576 человек — 68,72 %
- Зюганов, Геннадий Андреевич — 12 909 человек — 13,32 %
- Жириновский, Владимир Вольфович — 12 632 человека — 13,04 %
- Богданов, Андрей Владимирович — 2 765 человек — 2,85 %

В выборах депутатов Палаты Представителей по Кировскому округу № 6 участвовало всего 2 кандидата. В выборах участвовало 93 269 человек (или 57,69 %).
Предварительные результаты голосования по выборам депутата Палаты Представителей по Кировскому округу № 6
- Ковпак, Игорь Иванович — 51 502 человека — 55,26 %
- Невелев, Яков Петрович — 33 896 человек — 36,37 %

Выборы депутатов Областной Думы Законодательного Собрания Свердловской области проводятся по партийным спискам. На выборах 2008 года 5 партий выдвинули своих кандидатов. На момент окончания голосования в списки избирателей были внесены 163 432 человека. Из них 95 421 человек (58,39 %) приняло участие в выборах.
Результаты голосования по выборам Областной думы в Кировском районе
- Единая Россия — 51 364 человека — 53,86 %
- ЛДПР — 13 377 человек — 14,03 %
- КПРФ — 11 518 человек — 12,08 %
- Справедливая Россия — 8 437 человек — 8,88 %
- Гражданская сила — 7 832 человека — 8,21 %

Результаты выборов главы города отдельно по Кировскому району не опубликованы.

### 2007
На выборах в Государственную думу РФ, прошедших 2 декабря 2007 года в списки для голосования Кировской избирательной комиссии г. Екатеринбурга были внесены 165 345 избирателей. В выборах участвовало 101 102 человека, что составило 61,15 % от общего числа избирателей.
Результаты голосования по выборам в Государственную думу по Кировскому району
- Единая Россия — 55 368 человек — 55,4 %
- ЛДПР — 9 241 — 9,3 %
- Справедливая Россия — 8 905 — 8,9 %
- КПРФ — 7 879 — 7,9 %
- Гражданская Сила — 6 639 — 6,6 %
- Яблоко — 4 828 — 4,8 %
- СПС — 3 581 — 3,6 %
- АПР — 2 021 — 2,0 %
- Патриоты России — 874 — 0,9 %
- ПСС — 363 — 0,4 %
- ДПР — 193 — 0,2 %

### 2006
На областных выборах, прошедших 8 октября 2006 года, в списки для голосования Кировской избирательной комиссии г. Екатеринбурга были внесены 158 784 избирателя. В выборах участвовало 35 867 человек, что составило 22,59 % от общего числа избирателей.
Результаты голосования по выборам в Областную думу по Кировскому району
- Единая Россия — 11 919 человек — 33,24 %
- РПЖ — 7 333 — 20,45 %
- Российская партия пенсионеров — 4 666 — 13,01 %
- КПРФ — 2 446 — 6,82 %
- Яблоко — 2 128 — 5,93 %
- ЛДПР — 1 476 — 4,12 %
- Свободная Россия — 1 262 — 3,52 %
- Родина — 1 087 — 3,03 %
- Патриоты России — 624 — 1,74 %
- Народная воля — 217 — 0,61 %
- Против всех списков кандидатов — 2 386 — 6,65 %